# Ляховка (Майнский район)
Ляховка — село в Майнском районе Ульяновской области России. Входит в состав Выровского сельского поселения.

## География
Село находится в центральной части Ульяновской области, в зоне хвойно-широколиственных лесов, в пределах Приволжской возвышенности, на берегах реки Космынки, на расстоянии примерно 11 километров (по прямой) к востоку от Майны, административного центра района. Абсолютная высота — 203 метра над уровнем моря.
Климат
Климат характеризуется как умеренно континентальный, с тёплым летом и умеренно холодной зимой. Среднегодовая температура воздуха — 4 — 4,2 °С. Средняя температура воздуха самого тёплого месяца (июля) — 19,5 °C ; самого холодного (января) — −11,8 °C. Среднегодовое количество атмосферных осадков составляет 310—460 мм, из которых большая часть (242—313 мм) выпадает в тёплый период.
Часовой пояс
Село Ляховка, как и вся Ульяновская область, находится в часовой зоне МСК+1. Смещение применяемого времени относительно UTC составляет +4:00.

## История
Синбирянин Алексей Ляхов получил поместную землю рядом с дачами Кадыковских солдат, да синбирянина Парфёна Григорова, возле Моховой поляны, да Архипа Буйкова, в верховьях речки Космынки и Гордеевки, там, где теперь стоит село Ляховка. Кроме того, в 1695 году здесь уже был ещё помещик, Максим Давыдов Растовский, получивший прожиточное поместье невесты своей, девки Матрёны Макаровой Олениной, 10 четвертей "за валом, по речкам Космынке и по Ляхову Ключу," и променявший потом эту землю Степану Васильеву Дурасову.
В 1780 году, при создании Симбирского наместничества, село Ляховка, помещиковых крестьян, вошло в состав Тагайского уезда. С 1796 года в составе Симбирского уезда Симбирской губернии.
В 1859 году село Ляховка (Спасское) во 2-м стане Симбирского уезда Симбирской губернии.
В 1898 году была построена ветка Московско-Казанской железной дороги — от ст. Инза до ст. Симбирск, а около села была открыта ж/д будка, затем остановочный пункт 847 км, с апреля 2021 года — Ляховка (станция) .
В 2005 году село вошло в состав Выровского сельского поселения.

## Население
| 2010 |
| ---- |
| 65   |

Национальный состав
Согласно результатам переписи 2002 года, в национальной структуре населения русские составляли 73 % из 84 чел.
На 1859 г. в селе в 62 дворах жило: 242 муж. и 312 жен.;

## Русская православная церковь
В 1705 году З. П. Евлашевым был построен деревянный, без колокольни, храм с престолом в честь иконы Знамения Пресвятые Богородицы.
В 1830 году княгиней Елизаветой Ростиславовной Вяземской (жена С. С. Вяземского, дочь Р. Е. Татищева), был построен каменный храм, с престолом в честь Нерукотворного образа Христа Спасителя, архитектор Д. И. Жилярди .
Спасский храм перед войной был закрыт, а в 1946 году вновь открылся. Настоятелем Богородично-Знаменской церкви с 1983 по 1985 год был протоиерей Владимир Быков.
В 2002 году рядом с храмом были расчищены родники, установлена часовенка, ниже оборудована купель.
В 2005 году храм отметил свое 300-летие. К юбилею он полностью преобразился: был проведен ремонт храма, отреставрированы старинные иконы, были отлиты семь новых колоколов для звонницы. 
В 2012 году архиепископ Симбирский и Мелекесский Прокл благословил открыть при приходе женскую монашескую общину. Руководство было возложено было на настоятеля храма иеромонаха Варсонофия (Беспалова).
17 декабря 2017 года в Знаменском храме села состоялось архиерейское богослужение.
В 2022 году открыт Знаменский женский монастырь. Игуменьей назначена монахиня Клеопатра (Ефремова).
В декабре 2023 года вспыхнул храм в честь Спаса Нерукотворного Знаменского женского монастыря.

## Достопримечательности
- Заповедник «Ляховские меловые горы» с уникальной сохранившейся флорой занимает площадь 155 га. На его территории находится старейший в области трёхсотлетний приход Знаменской церкви, где по предположению крестили будущего историографа Руси Н. М. Карамзина[18], чьё родовое имение находится в 10 верстах[28].

- Село Ляховка — владение «птенца гнезда Петрова» Василия Татищева. Рядом с церковью лечебный источник. В церкви можно услышать уникальное церковное пение, колокольный звон. Храм в Ляховке в честь иконы Божией Матери «Знамение»[29].

## Село в филателии
- В 2007 году Министерство связи России выпустило ХМК — «Ульяновская область. с. Ляховка. Церковь в честь иконы Божией Матери Знамение»[30].
- В 2007 году Министерство связи России выпустило ХМК — «Ульяновск. 2007. Всероссийская филателистическая выставка. Православие и культура. (изображён с. Ляховка. Церковь в честь иконы Божией Матери Знамение)»[31].